# Grallipeza gracilis
Grallipeza gracilis är en tvåvingeart som beskrevs av Willi Hennig 1934. Grallipeza gracilis ingår i släktet Grallipeza och familjen skridflugor.
Artens utbredningsområde är Peru. Inga underarter finns listade i Catalogue of Life.